# Koupé-Manengouba
Pour les articles homonymes, voir Manengouba.
Le Koupé-Manengouba est un département du Cameroun situé dans la région du Sud-Ouest. Son chef-lieu est Bangem.

## Organisation administrative
Le département est découpé en 3 arrondissements et/ou communes, :
| COG    | Communes | Chef-lieu | Superficie (km²) | Population (2005) |
| ------ | -------- | --------- | ---------------- | ----------------- |
| SW0601 | Bangem   | Bangem    | 572,5            | 21 411            |
| SW0602 | Nguti    | Nguti     | 1 851            | 27 151            |
| SW0603 | Tombel   | Tombel    | 1 027            | 57 017            |